# Gerold Dautzenberg
Gerold Dautzenberg (* 10. Jänner 1939 in Wien) ist ein ehemaliger österreichischer Politiker (LIF) und Handelsunternehmer. Er war von 1993 bis 1998 Abgeordneter zum Landtag von Niederösterreich.
Dautzenberg besuchte nach der Volksschule ein Gymnasium und absolvierte in der Folge die Fachschule für Gießereitechnik. Nach Auslandspraktika trat er 1961 in den Beruf des Gießereileiters ein und wurde in der Folge Generaldirektor der Maschinenfabrik Heid Stockerau. 1983 machte er sich als Handelsunternehmer selbständig. Nach der Landtagswahl in Niederösterreich 1993 zog er mit zwei Parteikollegen als Vertreter des Liberalen Forums erstmals in den Landtag ein und wurde nach seiner Angelobung am 7. Juni 1993 Klubobmann der Fraktion. Seine Kollegen schieden jedoch 1994 bzw. 1997 aus dem Klub aus, wodurch er als einziger LIF-Mandatar am Ende der Gesetzgebungsperiode der Fraktion des Liberalen Forums angehörte. Dautzenberg schied am 16. April 1998 aus dem Landtag aus. 